# Крофтс Наталія
Крофтс Наталія (нар. 1976 року в місті Херсоні.

## Біографія
Закінчила Московський державний університет імені М. В. Ломоносова та Оксфордський університет Мешкає в м. Сідней, Австралія.
Головний редактор газети «Інтелект СПб», член редколегії поетичного альманаха «45–я паралель», співробітник найстарішої російськомовної газети Австралії «Единение».
Автор понад 250 публікацій в російськомовній періодиці. Роботи були опубліковані в 15 країнах, в тому числі в таких виданнях як «Літературна газета», журнали «Юність», «Нева», «Новий журнал», «День і ніч», «Новий берег», «Інтерпоезія», "Австралійська мозаїка "та багато інших. Розповіді та вірші також публікувалися в таких масових виданнях, як «Cosmopolitan Росія» і «Працівниця». Англійська поезія увійшла в чотири британські антології.
Опубліковані дві поетичні збірки: книга «Осколки» (2010) увійшла в колекцію бібліотеки відділення славістики Оксфорда, а збірка «Поет епохи динозаврів» (2012) увійшов до списку «65 кращих книг 2012 року» в Росії, в довгий список премії Літературної газети імені А. Дельвіга, а 2016 року стала переможцем міжнародного конкурсу «Краща книга року російськомовних авторів» у Німеччині.
Лауреат ряду літературних конкурсів — «Согласование времён», «Золотое перо Руси», «Цветаевская осень», «Музыка слова», «Музыка перевода — ӀӀ», турниру «Пушкин в Британии».